# حمام متوج
دُبَاسَى أو حمام متوج  أو دُبْسِيّ متوج أو قِنْطير (الاسم العلمي: Goura) جنس من طيور من رتبة حماميات الشكل في فصيلة الحماميات وتشمل ثلاثة أنواع:
- حمام متوج غربي (Goura cristata)
- حمام متوج جنوبي (Goura scheepmakeri)
- حمام متوج فكتوري (Goura victoria): وهي أكثر نوع منتشر

وصف جيمس فرانسيس ستيفنز هذا الجنس في عام 1819.